# Lajos Vilmos badeni őrgróf
Lajos Vilmos badeni őrgróf (Ludwig Wilhelm Markgraf von Baden), (Párizs; 1655. április 8. – Rastatt; 1707. január 4.); a Badeni-ház katolikus (Baden-Badeni) ágából származó herceg, Savoyai Jenő tábornagy unokafivére, maga is császári tábornagy, 1677–1707 között a Badeni Őrgrófság uralkodója. Sikeres hadvezér a rajnai fronton és a törökellenes háborúkban. Vezető szerepe volt a törökök Magyarországról való kiűzésében. Melléknevei: A császári propaganda jelzője: „A Birodalom védőpajzsa” (Schild des Reichs). A korabeli köznyelvben „a török Lajos” (Der Türkenlouis) jelzővel illették. A harcmezőn messzire látszó vörös tábornoki kabátjáról a törökök a „Vörös Király” (Roter König) melléknevet ragasztották rá. Gyakran használatos névformája: Badeni Lajos (Ludwig von Baden).

## Élete

### Származása, ifjúkora

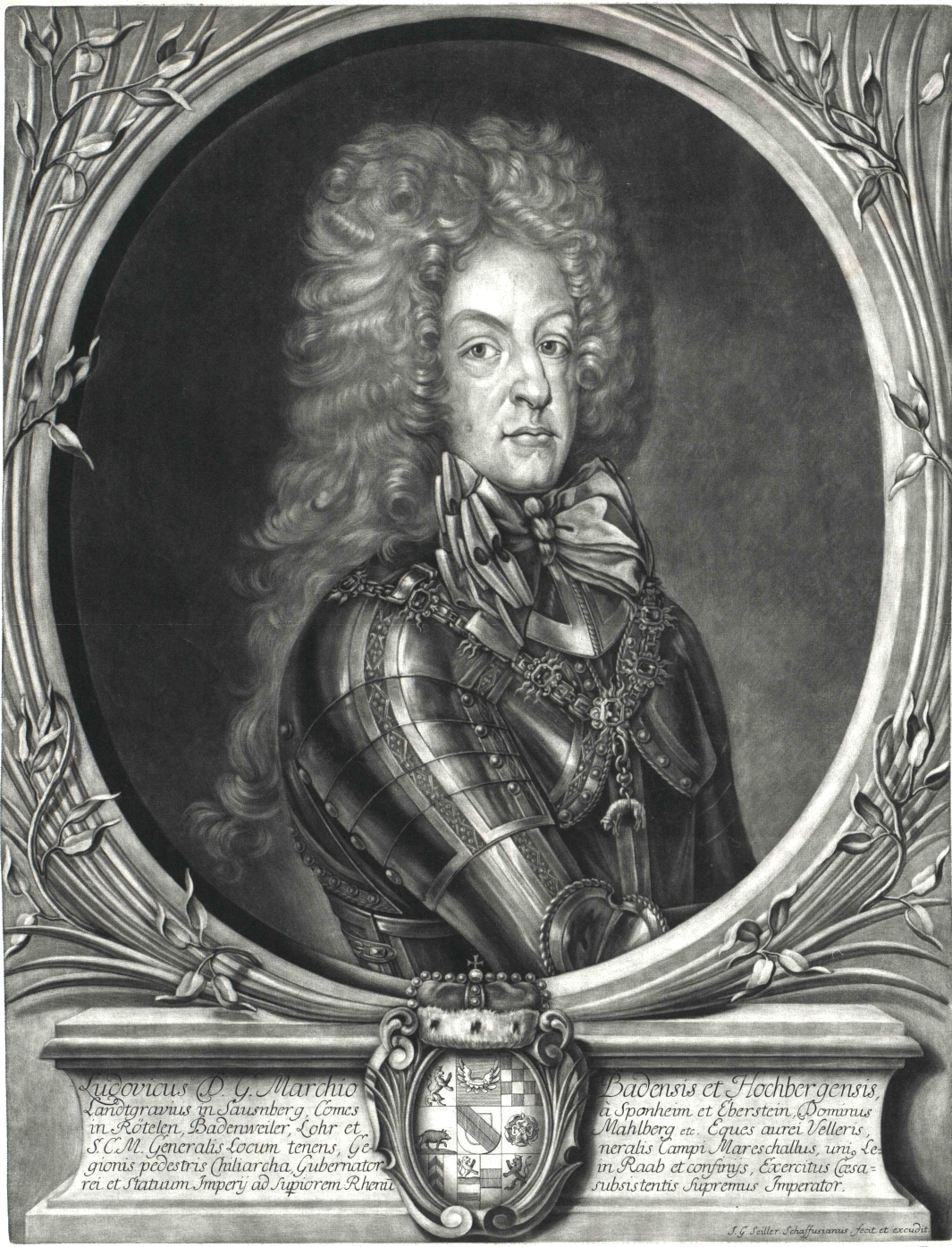
Badeni Lajos őrgróf (korabeli metszet).

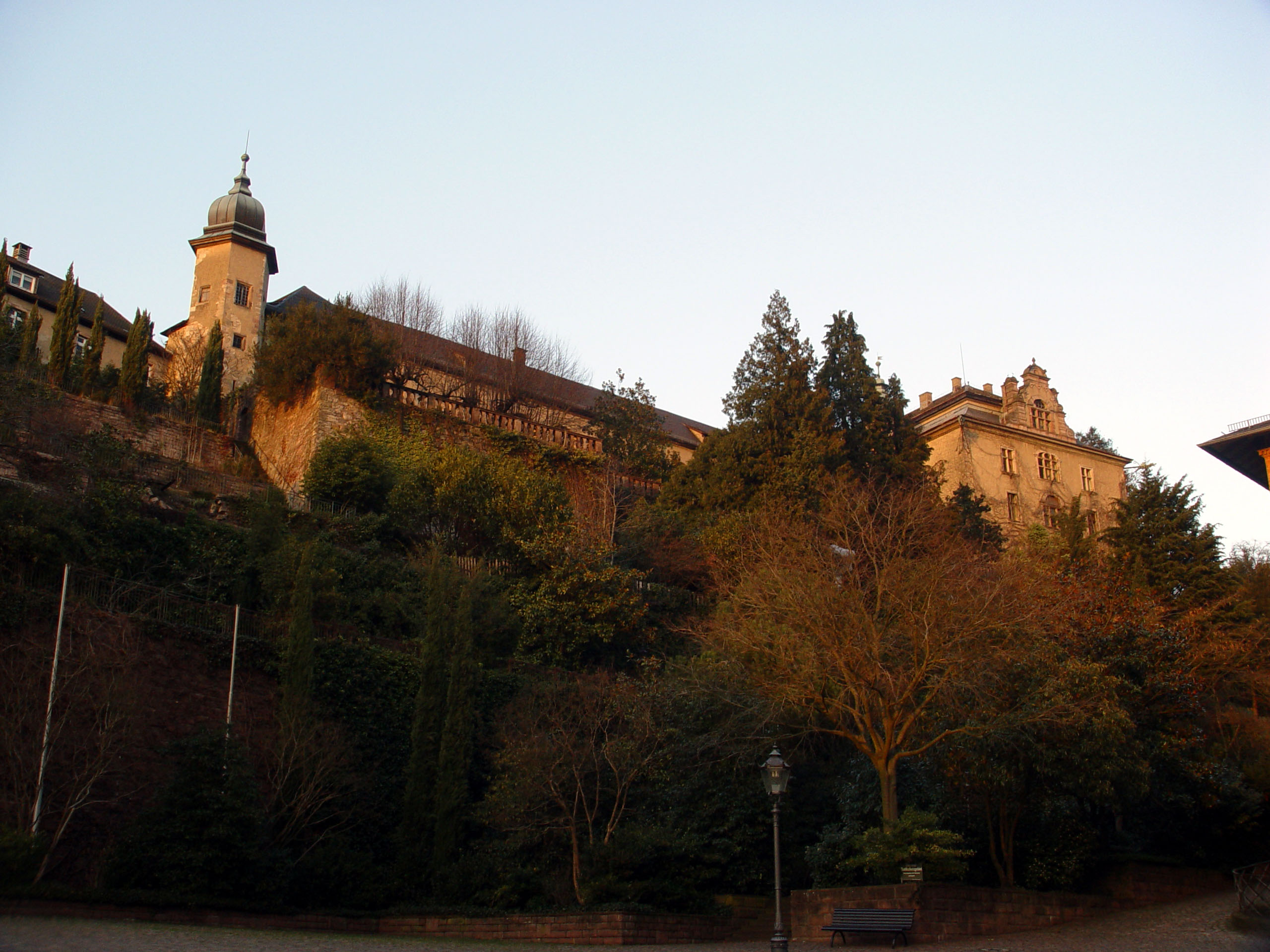
Baden-Baden, az új kastély homlokzata

Lajos Vilmos őrgróf hét évvel a harmincéves háború befejezése után, 1655. április 8-án született Párizsban, az Hôtel de Soissons palotában. Édesapja Ferdinánd Miksa badeni őrgróf (1625–1669) volt, I. Vilmos badeni őrgrófnak (1593–1677) és Katharina Ursula von Hohenzollern-Hechingen hercegnőnek (1610–1640) fia. Keresztneveit nagyapja, Vilmos őrgróf és keresztapja, XIV. Lajos francia király választották ki. Apjának örökletes birtoka a katolikus baden-badeni őrgrófság volt, Baden-Baden (vagy röviden Baden) székvárossal, amelyet hivatalosan csak 1939 óta neveznek Baden-Badennek, megkülönböztetésül a svájci Badentől és az alsó-ausztriai Baden bei Wien-től.
Édesanyja Lujza Krisztina savoya-carignani hercegnő (Louise Christine de Savoie-Carignan, 1627–1689) volt, Tamás Ferenc savoya-carignani hercegnek (1595–1656) és Marie de Bourbon-Condé hercegnőnek, soissons-i grófnőnek (1606–1692) leánya, Jenő Móric savoya-carignani herceg húga, Savoyai Jenő herceg nagynénje.
Lajos Vilmos őrgróf volt a házaspár egyetlen közös gyermeke. Alig volt fél éves, amikor szüleinek viszonya végzetesen megromlott. Apja könnyelműen valami sértő megjegyzést tett feleségére. A befolyásos anyós, Marie de Bourbon-Condé hercegnő elérte, hogy rokona, XIV. Lajos király Versailles elhagyására szólítsa fel keresztfiát. Ráadásul Lujza Krisztina őrgrófné, aki teljesen anyjának befolyása alatt állott, megtagadta, hogy elhagyja a versailles-i kastély fényes világát, és kijelentette, hogy nem hajlandó férjével a „hideg és ködös Germániába” utazni. Ferdinánd Miksa őrgróf így csak félesztendős fiát vihette haza székvárosába, Badenbe. Az anyjától elszakadt kisfiút nagyapjának, Vilmos őrgrófnak második felesége, Mária Magdaléna öttingeni grófnő nevelte fel. Lajos Vilmos 1669-ben, 14 éves korában édesapját is elveszítette, egy Heidelberg környékén bekövetkezett vadászbaleset következtében.

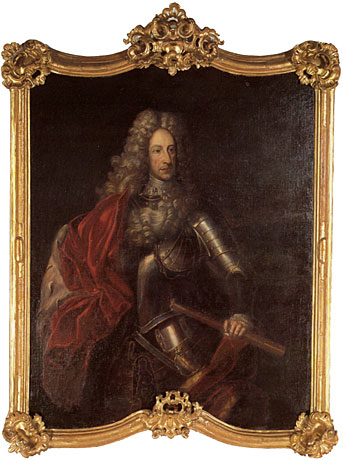
Lajos Vilmos, Baden őrgrófja, hivatalos portré (Badisches Landesmuseum, Karlsruhe).

### Nagy körutazása(Kavalierstour)
Nagyapja 1670 őszén nagy külföldi körutazásra küldte unokáját, perceptorának (házitanító) és udvarmesterének (Cosimo Marzi Medici) kíséretében. A nagy körutazás intézménye (franciául és angolel Grand Tour, németül Kavaliersreise) a brit királyi udvarból származott. A 17. századra az ifjú nyugat-európai arisztokraták életének szinte kötelező programjává vált. A hosszú külföldi körutazás mindig külföldi országokba, köztük a Mediterrán térségbe irányult, célja a főnemesi rokonság megismerése, a helyi uralkodócsaládoknál való bemutatkozás, világlátás, tanulás volt. Lajos Vilmos őrgróf még 16 éves sem volt, amikor gondos nagyapja útnak indította, hogy a unokája minél hamarabb alkalmassá váljék elhunyt apja örökségének átvételére.
Lajos Vilmos útjának első állomása a besançoni Vizitációs Nővérek Kolostora volt, ahol nagynénjét, Katalin Franciska Henrietta badeni őrgrófnőt, a főapátnőt látogatta meg. Besançonban jogi előadásokat hallgatott, és katonai képzésben részesült. Útját Genfen, Milánón, Firenzén át folytatta. Rómában X. Kelemen pápa kihallgatáson fogadta, éppen akkor, amikor a pápa a nápolyi alkirállyal és a francia király követével ebédelt. Lajos őrgróf olyan jó hatást tett a nápolyi alkirályra, hogy az nyomban állást kínált neki hadseregében. Ezt azonban Lajos, nagyapja instrukcióira emlékezve, elhárította. Római tartózkodása során látogatást tett a Medicieknél is. Útja Velencén és Innsbruckon át vezetett hazafelé, Baden városába. 19 éves volt, amikor visszatért.

### A francia–holland háborúban (1672–1678)
Bár Lajos Vilmos Párizsban született, és keresztapja maga XIV. Lajos király volt, a francia–holland háborúban (1672–1678) mégis a franciák ellen, a Habsburg Birodalom oldalán harcolt, csakúgy, mint később a pfalzi és a spanyol örökösödési háborúban.
Az ifjú őrgróf 1674-ben, 19 évesen belépett a császári hadseregbe. Tanítómestere a nagyhírű Raimondo Montecuccoli gróf, tábornagy (1609–1680), a főhadparancsnok volt. Ekkor már 1672 óta tombolt a francia–holland háború. 1675-ben Montecuccoli (és seregében Badeni Lajos őrgróf is) Turenne marsall ellen vonultak, aki betört a német fejedelemségekbe. Hosszas vonulások és kisebb csatározások után július 27-én a Turenne a sasbachi ütközetben elesett. Montecuccoli Elzászig üldözte a visszavonuló franciákat, megostromolta Hagenaut és Zabernt, a Nagy Condé marsall (1621–1686) közeledő hadai azonban visszafordulásra késztették, de előbb még ostrommal bevette Philippsburg határerődjét.
A philippsburgi erőd bevételénél tanúsított vitézi helytállásáért I. Lipót császár 1676-ban egy gyalogezredet adott a keze alá. 1677-ben, amikor nagyapja, Vilmos őrgróf elhunyt, a fiatal tiszt I. Lajos Vilmos néven a katolikus Baden uralkodó őrgrófja lett, de az uralkodásra nem sok ideje maradt, mert a császár katonájaként szinte egész életét háborúskodásban töltötte. Az 1679-es nijmegeni békekötés után a császár kinevezte őt lovas és gyalogos Obristfeldwachtmeisterré, ami őrnagyi rangnak felelt meg.

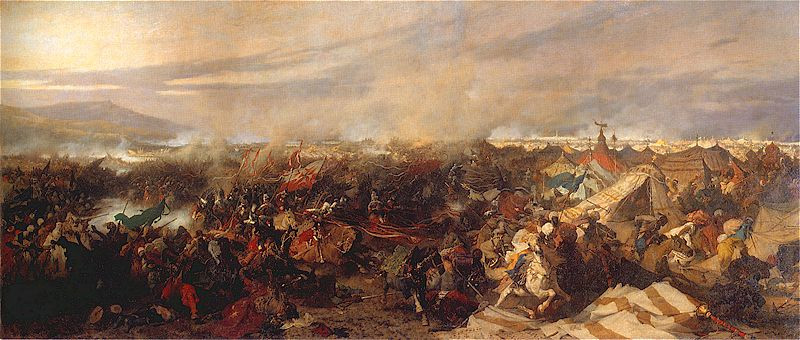
A kahlenbergi csata (1683. szeptember 12.)

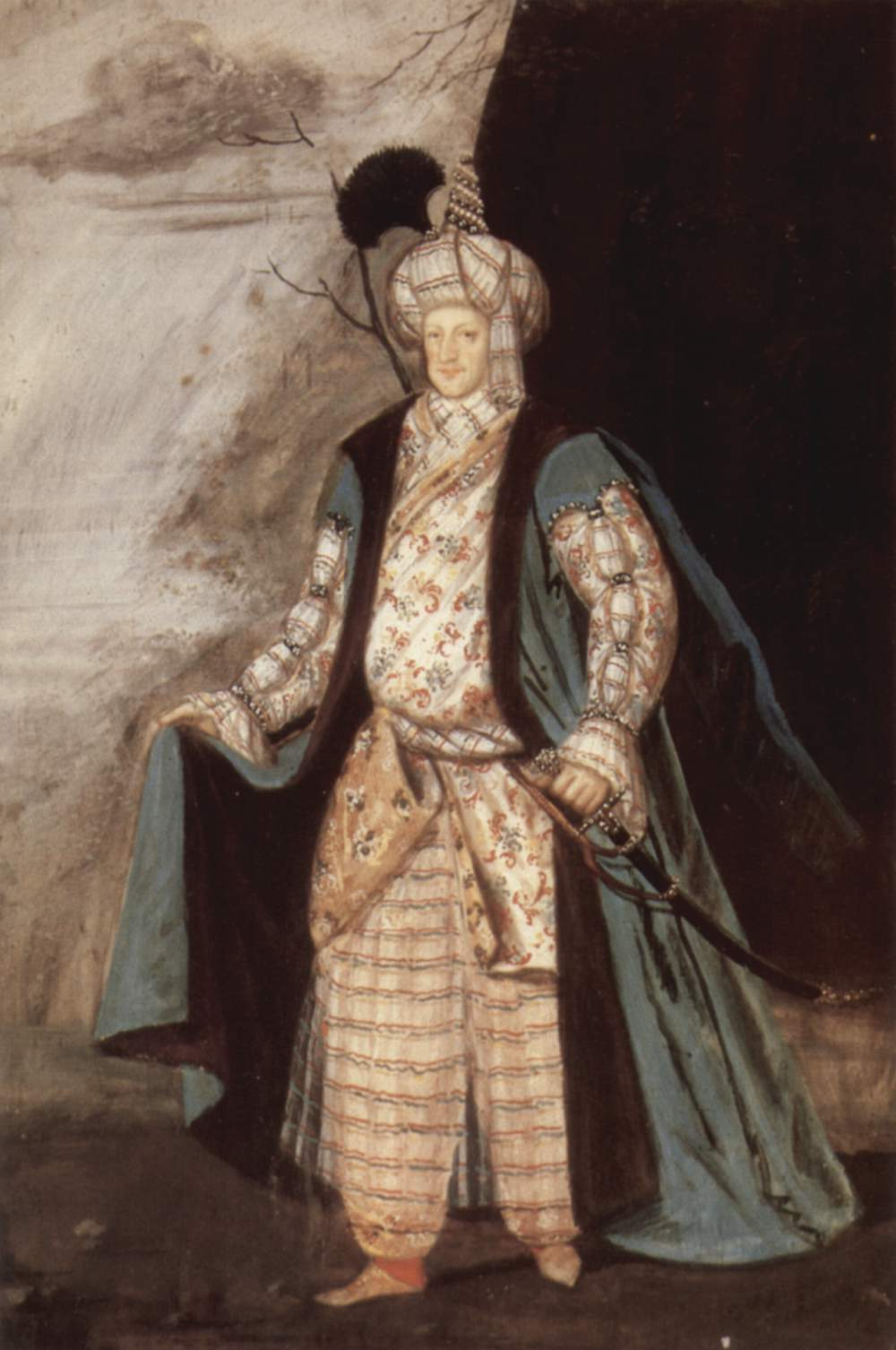
Lajos Vilmos őrgróf török viseletben (a badeni udvari festő műve, 1700-1725 körül).

### A török elleni háborúk (1683–1689)
1683-ban Kara Musztafa nagyvezír 120 000 emberrel ostrom alá vette Bécset. A súlyos helyzetbe jutott császárváros felmentésére Tulln mellett gyülekeztek az osztrák, lengyel és német szövetséges hadseregek. Szeptember 12-én Lotaringiai Károly herceg és Sobieski János lengyel király vezetésével megtámadták, és a kahlenbergi csatában szétverték az ostromlókat. A vert hadsereg a magyar hódoltsági területre vonult vissza. A császári haderő elfoglalta Párkányt, Visegrádot. Badeni Lajos őrgróf Generalwachtmeister (kb. vezérőrnagyi) rangban vett részt az ütközetben. Helytállásáért november 23-án lovassági tábornokká léptették elő. II. Károly spanyol király az Aranygyapjas renddel tüntette ki. Az őrgróf a kitüntetés aranyozott mását harci mellvértéjére ötvöztette.
Harcolt Buda 1684-es sikertelen ostrománál is unokafivérével, Savoyai Jenő herceggel együtt. 1685-ben Esztergom alatt visszaverte a város ostromára indult Sejtán Ibrahim nagyvezírt. Buda 1686-os sikeres visszavívásában már vezető parancsnokként ténykedett. 1686. december 12-én, 31 éves korában tábornaggyá (Feldmarschall) nevezték ki. 1689. szeptember 6-án a császár a török front főparancsnokává nevezte ki, a betegséggel küszködő V. Károly lotaringiai herceg helyére. Több hadjárat húsz ütközetében bizonyíthatta stratégiai tudását. A következő két évben elfoglalta Székesfehérvárt, Várpalotát, Pécset, Belgrádot (Nándorfehérvárt). Az oszmán haderő dél felé hátrált, Badeni Lajos őrgróf 1689. szeptember 24-én győzelmet aratott a közép-szerbiai Niš mellett. A császáriak felszabadítóként hirdették magukat, a szerb nép tömegesen kelt fel az oszmán megszállók ellen. 1689-ben Lajos a bulgáriai Vidinnél nyert csatát. Az 1683–1689 közötti győzelmes törökellenes háborúkban szerezte melléknevét, a nép „Lajos, a török” (der Türkenlouis) néven kezdte őt emlegetni. Hadvezéri teljesítményéért a császár birodalmi tábornaggyá (Reichsfeldmarschall) nevezte ki.

### A pfalzi örökösödési háború (1688–1697)
1688-ban XIV. Lajos felmondta az 1684-es fegyverszünetet, a francia hadsereg betört a Pfalzi Választófejedelemségbe. Október 29-én a franciák ostrommal visszafoglalták a Maximilian Lorenz von Starhemberg tábornok által védett philippsburgi erődöt. Decemberben az augsburgi liga hadat üzent a Francia Királyságnak, kitört a pfalzi örökösödési háború, melynek során a franciák stratégiai célból szisztematikusan elpusztították Pfalz tartományt. 1689. január 13-án elpusztították Mannheimet és Heidelberget, júniusban Wormsot és Speyert. Felprédálták Lajos Vilmos őrgróf badeni birtokait is. 1689. augusztus 24-én magát az őrgrófi székvárost, Lajos Vilmos otthonát, Baden városát (mai neve: Baden-Baden) is elpusztították. Az őrgrófnak saját keresztapja ellen kellett háborút vívnia.

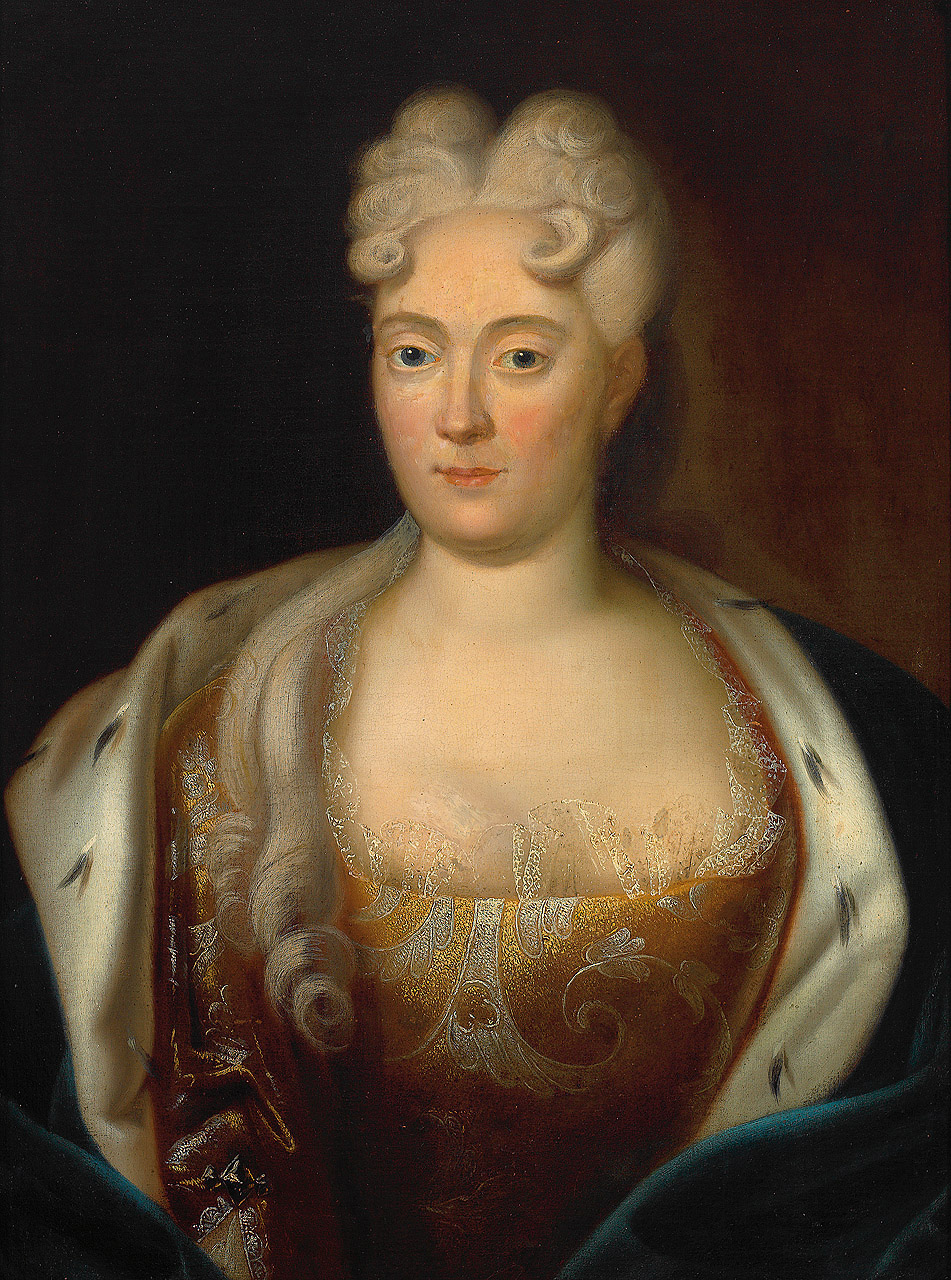
Franciska Szibilla Auguszta szász-lauenburgi hercegnő

### Házassága, gyermekei
Hálából azokért a szolgálatokért, amelyeket Lajos Vilmos őrgróf a Habsburg Birodalomért tett, és kárpótlásul azokért a pusztításokért, amelyeket a Badeni Őrgrófság az őrgróf távollétében betört francia csapatoktól elszenvedett, I. Lipót császár egy komoly felemelkedést ígérő házassághoz kívánta segíteni Lajos Vilmost. Feleségül ajánlotta neki az elhunyt Gyula Ferenc szász–lauenburgi herceg (1641–1689) egyik leányát. Lipót tervei szerint az idősebbik leány lett volna a jelölt, az őrgróf azonban a fiatalabbikba, Franciska Szibilla Auguszta hercegnőbe (1675–1733) szeretett bele, akit Lajos Vilmos unokafivérének, Savoyai Jenő hercegnek szántak volna. Kölcsönös vonzalom lévén, a megegyezés gyorsan megszületett. Az idősebbik nővért annyira megviselte a mellőzés, hogy a „cserébe” neki felajánlott Savoyai Jenőt sértődötten visszautasította azzal a megokolással, hogy az nem uralkodó herceg…
1690. március 27-én Lajos Vilmos őrgróf feleségül vette a nála 20 évvel fiatalabb Franciska Szibilla Auguszta szász-lauenburgi hercegnőt. Házasságukból kilenc gyermek született, de közülük csak hárman érték meg a felnőttkort.
- Lipót Vilmos Günzburg őrgróf (1695–1696), az elsőszülött, kisgyermekként meghalt.
- Sarolta (1696–1700), kisgyermekként meghalt.
- Károly József (1697–1703), gyermekként meghalt.
- Vilma (1700–1702), kisgyermekként meghalt.
- Lujza (1701–1707), kisgyermekként meghalt.
- Lajos György Simpert őrgróf (1702–1761), a trónörökös herceg (Erbprinz), 1707-től Baden őrgrófja, melléknevén „Jägerlouis”, aki 1721-ben Maria Anna von Schwarzenberg hercegnőt (1706 – 1755), Adam Franz Karl zu Schwarzenberg tábornagy és Eleonore von Lobkowitz hercegnő leányát, majd 1755-ben Mária Anna Jozefa bajor hercegnőt (1734–1776), VII. Károly német-római császár leányát vette feleségül, de férfi örökös hátrahagyása nélkül hunyt el.
- Vilmos György Simpert (1703–1709), gyermekként meghalt.
- Auguszta Mária Johanna badeni őrgrófnő (1704–1726), aki 1724-ben Bourbon Lajos orléans-i herceghez (1703–1752), II. Fülöp orléans-i herceg fiához, XIV. Lajos unokájához ment feleségül. 22 évesen meghalt gyermekágyban.
- Ágost György Simpert őrgróf (1706–1771), 1761-től bátyjának örököseként Baden őrgrófja (az utolsó uralkodó a katolikus Baden-Baden ágból)

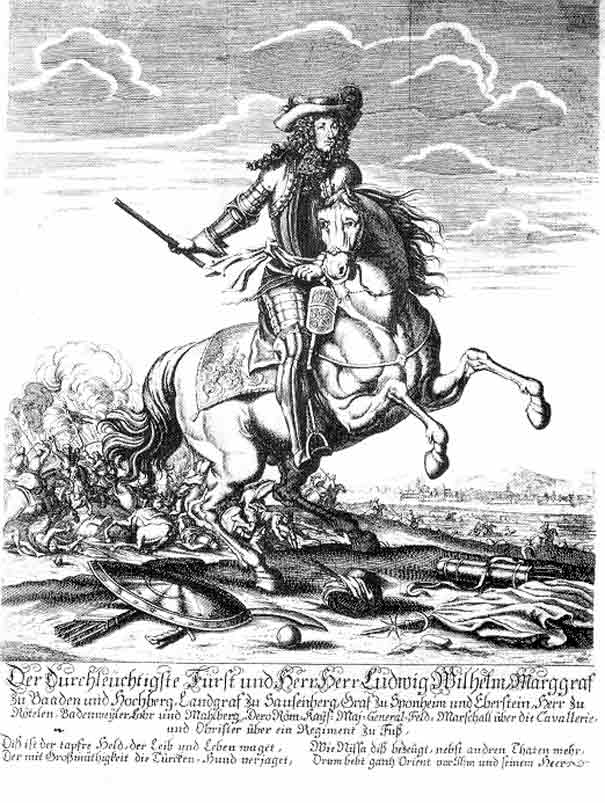
Badeni Lajos Vilmos, császári tábornagy

### Ismét a török fronton
Röviddel esküvője után Lajos Vilmos őrgrófnak ismét az Oszmán Birodalom ellen kellett háborúba vonulnia, mivel 1689 végén Köprülü Musztafa nagyvezír átszervezve a haderőt és 1690 elején ellentámadásba ment át. Badeni Lajos hadserege 1690. szeptember 19-én a Vaskapu-hágón át benyomult az Erdélyi Fejedelemségbe, hogy Thököly csapatait kiszorítsa onnan. A törökök kihasználták az alkalmat, és visszafoglalták Vidint, Ništ, Szendrőt, majd október 8-án Belgrádot. Az egész Balkánról tömegesen menekült a lakosság a visszatérő török hatalom elől. 1690. október 25-én Thököly csapatai kihátráltak Erdélyből, 1691. január 20-án az erdélyi rendek elfogadták a Diploma Leopoldinumot, amely a császárivá lett tartomány közjogi helyzetét szabályozta.
1691. augusztus 19-én a szalánkeméni csatában Badeni Lajos őrgróf élete legnagyobb győzelmét aratta: 80 000 emberrel szétverte Köprülü Musztafa nagyvezír 100 000 főnyi hadseregét, maga a nagyvezír is elesett a csatában. Itt ölték meg a császári oldalon harcoló Zrínyi Ádámot, Zrínyi Miklós fiát. Lajos Vilmost a császár a teljes birodalmi haderő helyettes főparancsnokává (Generalleutnant aller kaiserlicher Truppen) nevezte ki. Az egész 17. században ilyen magas kinevezést csupán öt alkalommal adtak ki. Badeni Lajos őrgrófot később a törökellenes harcokban nyújtott parancsnoki teljesítményéért a spanyol király az Aranygyapjas renddel tüntette ki.
A pfalzi örökösödési háború eseményei miatt 1693-ban a császár visszahívta Lajos Vilmost, és saját hazájába, a Rajna-vidékre küldte harcolni a franciák ellen. A török front parancsnokságát előbb a nem túl sikeresen harcoló Erős Ágost szász választófejedelem, majd 1697-ben Bádeni Lajos unokafivére, Savoyai Jenő vette át, és ő 1697. szeptember 11-én a zentai csatában szétverte II. Musztafa szultán hadseregét, amely a hegyaljai felkelés támogatására kelt át a Tiszán. Győzelme után, 1699. január 26-án megkötötték a 25 évre szóló karlócai békeszerződést, amely a Temesköz kivételével egész Magyarországot és Erdélyt a Habsburg Birodalomnak juttatta. Badeni Lajos sikereinek dicsőségét így Savoyai Jenő herceg arathatta le.

### Újjáépítés
1693 után Lajos a rajnai fronton harcolt a francia csapatok ellen, míg 1697. október 30-án megkötötték a rijswijki békeszerződést, amelynek értelmében Franciaország lemondott minden, a Rajna jobb partján fekvő birodalmi területről. „A török Lajos” is visszatérhetett kirabolt és felprédált tartományába. Székhelyét a felégetett Badenből Rastattba tette át. Az új székvárost hatalmas erődítménnyel vette körül. Még 1697-ben belekezdett egy nagyszerű barokk kastély építésébe, családja és a maga számára. A kastélyt királyi keresztapja, XIV. Lajos király Versailles-i kastélyának mintájára terveztette meg, a munkával Domenico Egidio Rossi műépítészt (1679–1715) bízta meg. Az 1707-re felépült kastély a maga nemében a legjelentősebb francia barokk stílusú uralkodói palota Németországban. 1713–14-ben Villars francia marsall és Savoyai Jenő császári tábornagy itt tárgyalták le, és kötötték meg a rastatti békeszerződést.
A palota mellett a Fekete-erdőben Lajos őrgróf jelentős védőműveket építtetett, ezek a ma is látható ún. Barokk Sáncok (Barockschanzen). Ezek a védővonalak a gyors és pusztító francia rajtaütések és rablóhadjáratok elleni védelmet szolgálták. Hatékonyan alkalmazkodtak az ellenséges hadsereg stratégiájához. Ma is elismerést váltanak ki, mutatják Lajos őrgróf katonai tehetségét, amellyel eltérő körülmények között sikeresen tudott reagálni.

A rastatti kastély díszudvara (Ehrenhof), panorámakép

### Utolsó csatája

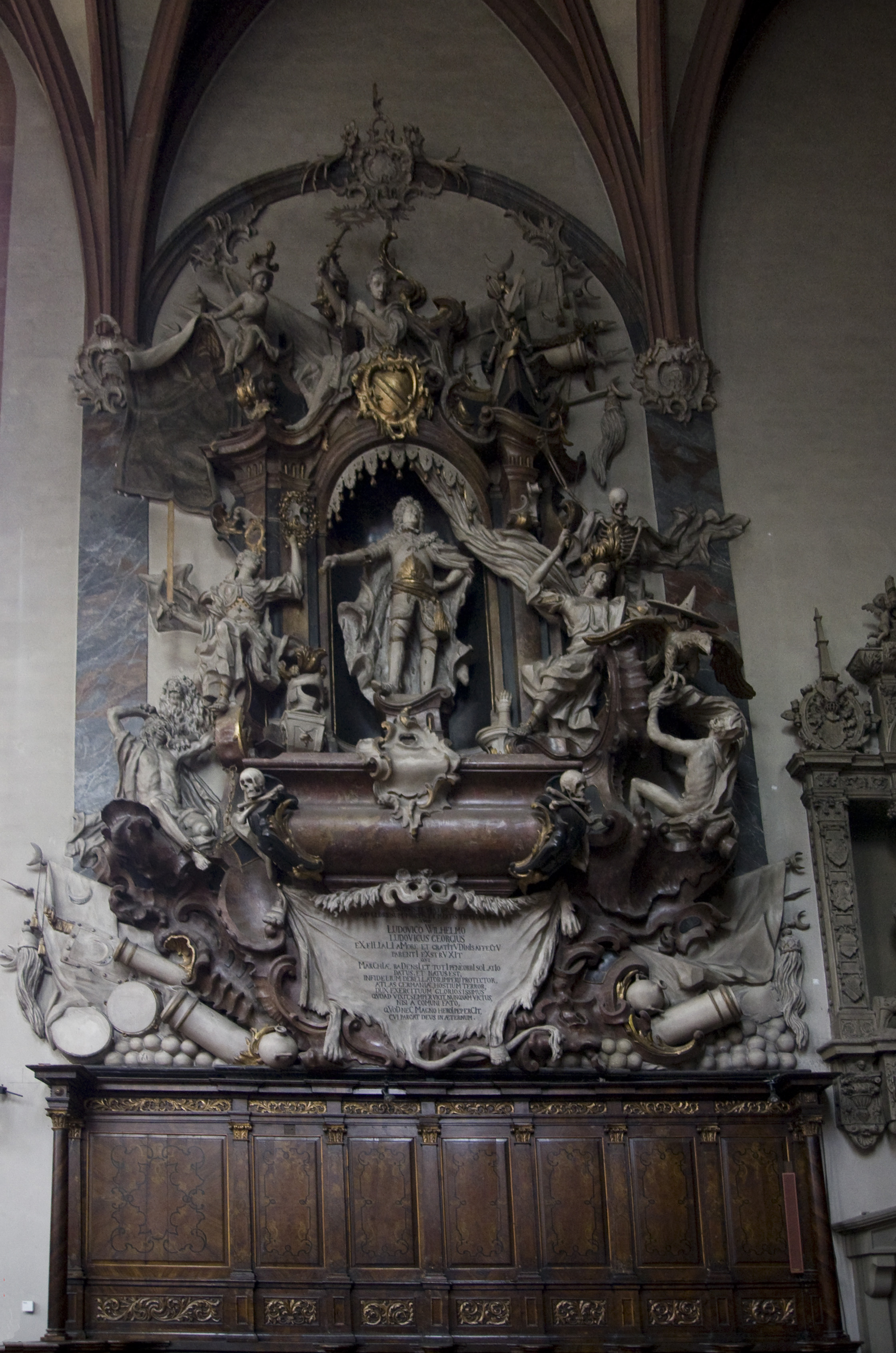
Lajos Vilmos herceg síremléke

A hadisikerek után azonban Lajos Vilmos súlyos vitába keveredett Lipót császárral a badeni hercegi örökösödés kérdésében, mivel az uralkodó megtagadta az őrgróftól a választófejedelmi méltóság (Kurwürde) megadását, ami a főnemesi osztályba való felemelkedést jelentette volna. Mégis sikerült kiegyezniük, és az őrgróf továbbra is megmaradt a császár szolgálatában.
Amikor kitört a spanyol örökösödési háború (1701–1714), Badeni Lajos ismét hadba vonult. 1704. augusztus 13-án a höchstädti (blenheimi) győztes csataában Donauwörth közelében, a schellenbergi hegyért vívott harcokban súlyosan megsebesült, ezért hazaszállították Rastattba. Még két és fél évig élt, de többé már nem állt talpra. 1707. január 4-én hunyt el befejezés előtt álló hercegi palotájában.

## Emlékezete
Lajos Vilmos őrgrófot a badeni plébániatemplomban (Stiftskirche Baden-Baden), az őrgrófi család sírboltjában temették el. Síremléke barokk oltár formáját idézi, körülötte az igazságosságot, vitézséget és bölcsességet jelképező szobrokkal. Belső szerveit a lichtentali kolostorban, a középkori badeni őrgrófok temetkezőhelyén helyezték el.
Carrarai márványból faragott életnagyságú szobrát felállították a Hadvezérek csarnokában, a bécsi Hadtörténeti Múzeumban. A török háborúkban szerzett gazdag hadizsákmány és aranykincs (Türkenschatz, Türkenbeute) ma a karlsruhei kastély múzeumában tekinthető meg.

## Csaták, összecsapások, ostromok
„A török Lajos” 57 csatában, fegyveres összecsapásban és várostromban vett részt. Egész életében soha nem szenvedett vereséget, legtöbbször győztesként hagyta el a csatateret. Például:
- 1683 : kahlenbergi csata, Bécs felmentése (Lotaringiai Károly seregében)
- 1683 : pozsonyi csata, Thököly Imre kurucai ellen
- 1683 : párkányi csata (Sobieski János lengyel királlyal együtt)
- 1685 : Érsekújvár (Neuhäusel) ostroma
- 1684 : csata Hamzsabégnél (Érdi csata, július 22.)
- 1684 : Buda (sikertelen) ostroma
- 1685 : esztergomi csata
- 1686 : Buda ostroma és bevétele
- 1686 : Pécs ostroma és elfoglalása
- 1687 : nagyharsányi csata (a „második mohácsi csata”)
- 1688 : csata Kostajnicánál (az Una folyónál)
- 1688 : csata Derventnél (ma: Bosznia-Hercegovina)
- 1688 : Belgrád ostroma
- 1689 : grabováci csata, batocsinai csata
- 1689 : csata Szendrőnél
- 1689 : csata Nisszánál
- 1689 : csata Vidinnél
- 1690 : Belgrád ostroma
- 1691 : szalánkeméni csata
- 1691 : Nagyvárad ostroma
- 1702 : Friedlingeni csata (käferholzi csata)
- 1704 : csata a Schellenbergnél (Donauwörth, Bajorország)
- 1704 : höchstadti (blenheimi) csata

### Magyarul
- Lotaringiai Károly. Hadinaplója Buda visszafoglalásáról 1686. Budapest: Hadtörténeti Intézet és Múzeum (1986)
- Barta János. Budavár visszavétele. Budapest: Kossuth (Szivárvány Könyvek) (1985). ISBN 963-09-2485-4
- Bubics Zsigmond. Cornaro Frigyes velencei követ jelentései Buda várának 1686-ban történt ostromáról és visszavételéről (1891)
- Gonda Imre, Niederhauser Emil. A Habsburgok. Egy európai jelenség, 2. kiadás, Budapest: Gondolat Kiadó, 88-96. o. (1978). ISBN 963-280-714-6
- A.J.P. Taylor. A Habsburg Monarchia (The Habsburg Monarchy) 1809-1918. Budapest: Scolar (2003). ISBN 963-9193-87-9
- Bagi Zoltán Péter. Türkenlouis - Bádeni Lajos (1655-1707), Sziluett. Pécs/Budapest: Kronosz Kiadó/MTT (2019). ISBN 9789634670384

### Idegen nyelveken
- Michel Dugast Rouillé. Les maisons souveraines de l’Autriche, Babenberg, Habsbourg, (Habsbourg-d’Espagne), Habsbourg-Lorraine, (Lorraine) (francia nyelven). Párizs: szerző kiadása (1967)
- Hermann Kinder – Werner Hilgemann: dtv-Atlas Weltgeschichte, 1. kötet, München, 2003
- Golo Mann – August Nitschke: Propyläen Weltgeschichte, 7. kötet, Frankfurt am Main–Berlin, 1964
- Otto Flake: Türkenlouis – Gemälde einer Zeit, Fischer, 1988, ISBN 3-596-25788-3
- Uwe A. Oster: Markgraf Ludwig Wilhelm von Baden. Der „Türkenlouis”. Feldherr im Schatten von Prinz Eugen, Bergisch-Gladbach, 2000, ISBN 3-404-61467-4
- Wolfgang Froese – Martin Walter (kiadó): Der Türkenlouis. Markgraf Ludwig Wilhelm von Baden und seine Zeit, Casimir Katz Verlag, 2005, ISBN 3-925825-88-6